# Xanthostemon
Xanthostemon là một chi thực vật thuộc họ sim Myrtaceae. Chi có 45 loài and có dải phân bố rộng bao gồm Philippines, New Guinea, Australia, Indonesia và New Caledonia.
Bao gồm các loài:
- Xanthostemon chrysanthus Golden Penda
- Xanthostemon glaucus, Pampan.
- Xanthostemon oppositifolius, Bailey
- Xanthostemon sebertii, Guillaumin
- Xanthostemon sulfureus, Guillaumin
- Xanthostemon verdugonianus, Naves
- Xanthostemon youngi

## Hình ảnh

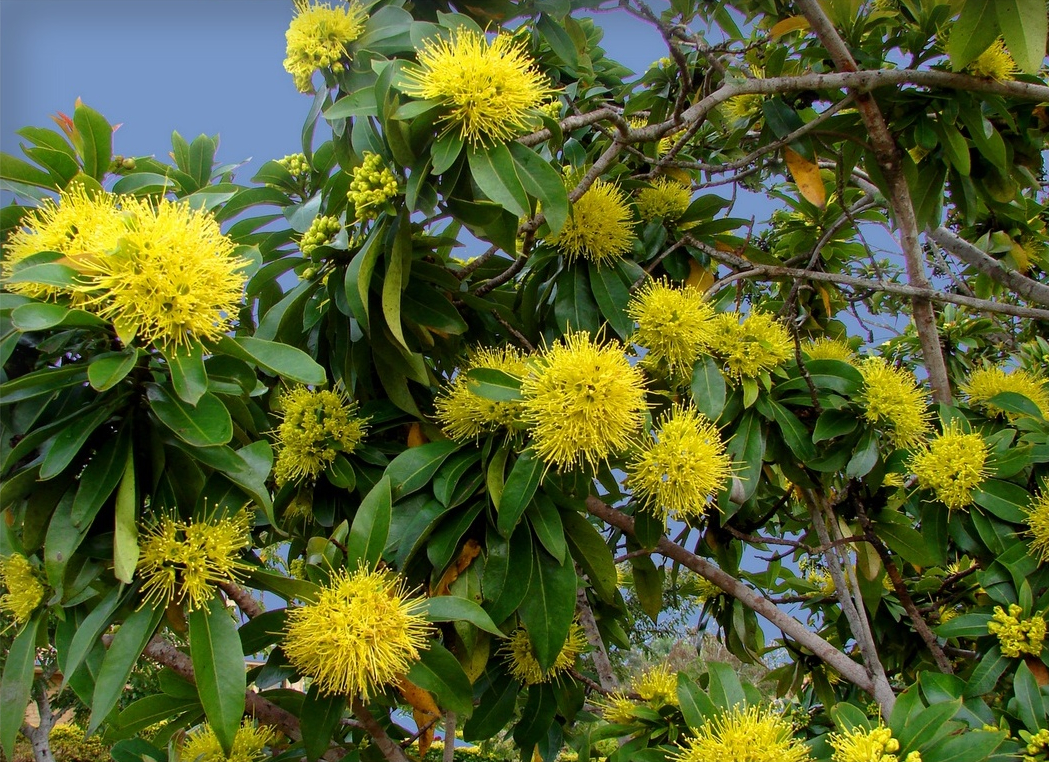
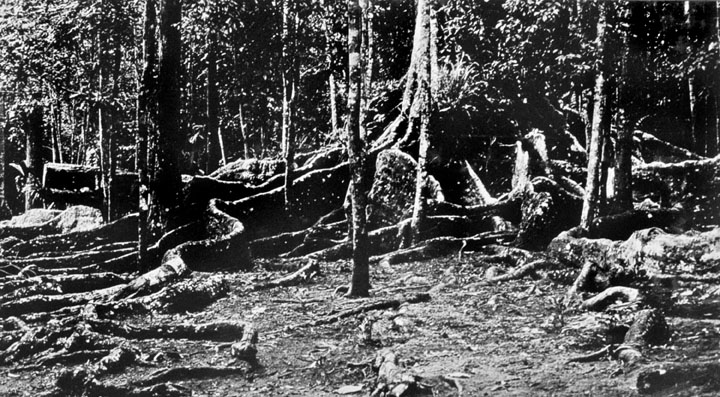